# Partikelmesstechnik
Unter dem Begriff Partikelmessung werden Messverfahren zur Qualifizierung und Quantifizierung von „Kleinkörpern“ (Partikeln) bezeichnet. Diese können unterschiedlicher Natur sein, dazu zählen Stäube und Nanopartikel (Ruße, Aerosole usw.), Elementarteilchen, Viren und Bakterien. Auch andere organische sowie anorganische Substanzen im makroskopischen Bereich, wie Hautschuppen oder feine Kristallsplitter, werden in diesem Zusammenhang als „Partikel“ behandelt.
Angewendet werden Partikelmessungen in nahezu allen Bereichen der Naturwissenschaften (Physik, Chemie, Biologie) und in der Technik sowie der Kriminologie. Die Art der Messmethodik hängt somit stark von der Art und Beschaffenheit der Partikel als auch der zu beantwortenden Fragestellung ab, die dem Messaufbau vorangegangen ist.

## Ziel
Die Partikelmesstechnik beschäftigt sich mit der Charakterisierung disperser Systeme, z. B. Suspensionen, Emulsionen, Suspoemulsionen, Pulver, Aerosole, Schäume sowie Zellen in Fermentern. Die zu charakterisierenden Eigenschaften gehen weit über die Partikelgröße hinaus und umfassen Eigenschaften wie z. B. Ladung, Polymorphie, Form, Farbe und Struktur. Eine Beschränkung der Partikelmesstechnik auf die Messung von Dispersitätseigenschaften wird ihrer Bedeutung also nicht gerecht. Vielmehr kommt die Messung weiterer für die Anwendung bedeutender Produkteigenschaften, die nicht ausschließlich von der Dispersität abhängen, hinzu:
- Optische Eigenschaften
- Elektrische Eigenschaften
- Raumausfüllung
- Schüttgutverhalten
- Agglomerationsverhalten
- Durchströmungsverhalten
- Rheologisches Verhalten
- Filtrierverhalten
- Verschleißverhalten
- Oberflächenreaktionen
- Mischbarkeit

und viele andere mehr. Die weitaus wichtigste Untergruppierung in dem Feld der Partikelmesstechnik ist trotzdem die Partikelgrößenanalyse.

## DECHEMA-Arbeitsgruppe
Die DECHEMA (Gesellschaft für Chemische Technik und Biotechnologie e. V.) besitzt eine Arbeitsgruppe, welche sich mit der Thematik der Partikelmesstechnik beschäftigt. Ihre Arbeitsschwerpunkte umfassen:
- Entwicklung hochgenauer Labormethoden, Probenahmestrategien
- zunehmender Einsatz von Online-Methoden zur Überwachung und Regelung von Produktionsprozessen
- Kopplung von Messgrößen mit Prozessmodellen
- Aerosolmesstechnik, z. B. für Emissionsmessungen, Produktcharakterisierung
- arbeitsmedizinische und toxikologische Untersuchungen
- Optimierung bzw. Neuentwicklung von Referenzmethoden, insbesondere für Submikrometer-/Nanopartikel